# Birszk
Birszk (orosz betűkkel: Бирск, baskír írással: Бөрө) város Oroszországban, a Baskír Köztársaság területén. A Birszki járás székhelye.

## Népesség
- 2002-ben 39 992 lakosa volt, melyből 22 802 orosz, 7 683 tatár, 4 345 baskír, 4 268 mari, 236 ukrán, 118 örmény, 107 udmurt, 98 csuvas, 17 mordvin.
- 2010-ben 43 572 lakosa volt, melyből 23 164 orosz, 7 270 tatár, 6 305 baskír, 5 648 mari, 186 ukrán, 142 udmurt, 86 csuvas, 39 fehérorosz, 17 mordvin.